# Wembley Stadium

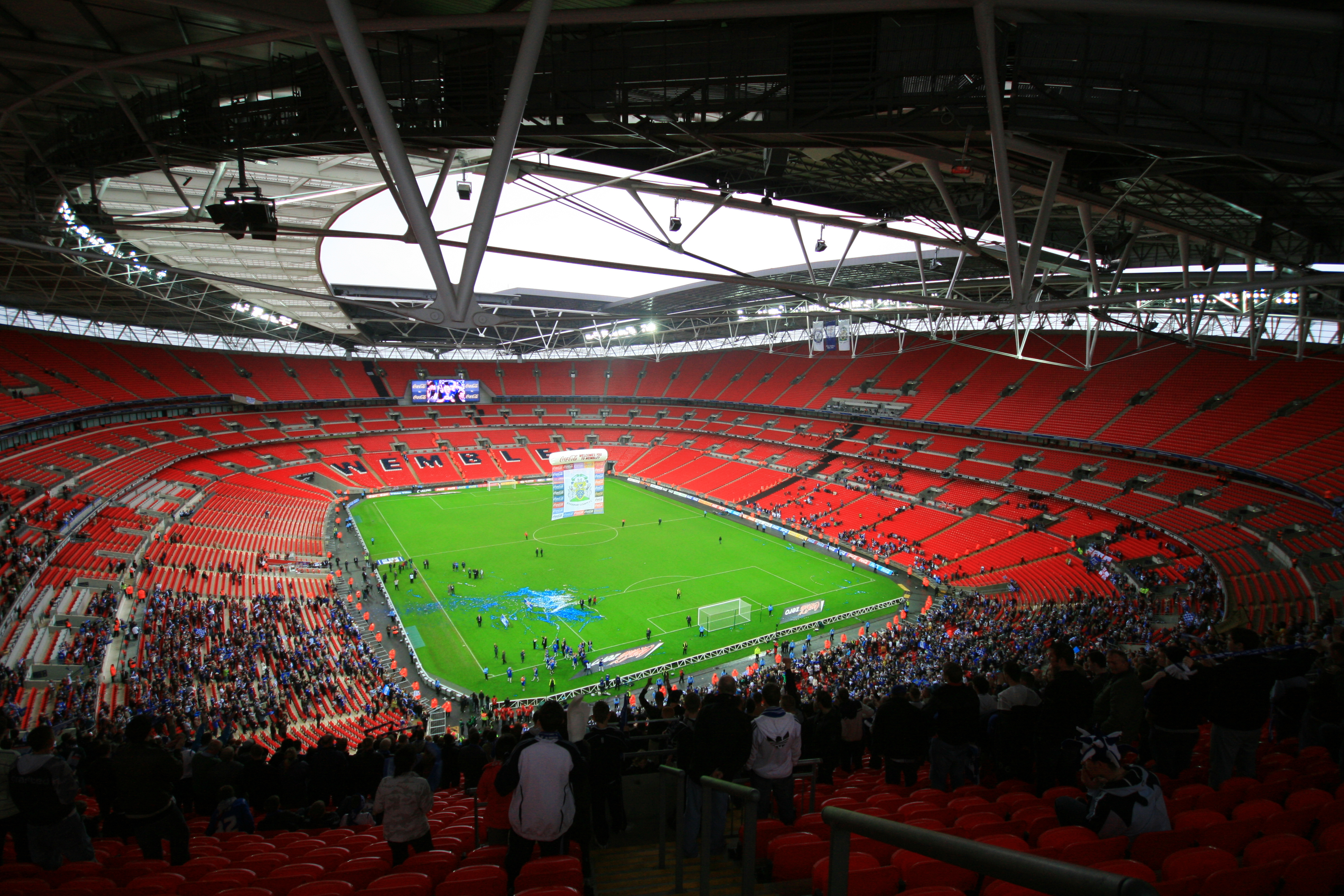
Interiör

Wembley Stadium är Englands nationalarena för fotboll belägen i stadsdelen Wembley i nordvästra London. Den ersatte Gamla Wembley som invigdes 1923 och stängdes för ombyggnad 2000. Gamla Wembley var en av världens mest berömda fotbollsarenor. Därefter revs den gamla arenan och den nya byggdes om från grunden på samma plats 2003-2007. På Wembley spelar det engelska fotbollslandslaget sina hemmamatcher och där avgörs den engelska FA-cupfinalen i maj varje år.
Arenan fungerade som en tillfällig hemmaarena för Tottenham Hotspurs Champions League-matcher under säsongen 2016-17 och samtliga matcher under säsongen 2017-18, detta var under tiden White Hart Lane revs och den nya arenan byggs.. Fotbollslaget Chelsea FC spelade på denna plan en gång i tiden.

## Kapacitet
Kapaciteten för den nya arenan är 90 000 åskådare vid fotbolls- och rugbymatcher och 100 000 vid konserter. Det gör Wembley till Europas näst största arena efter Camp Nou i Barcelona.

## Kända matcher
U21-landskampen England-Italien 3-3, 28 mars 2007 var första matchen på nya Wembley.
Finalen i UEFA Champions League 2010/2011 mellan Manchester United FC och FC Barcelona spelades den 28 maj 2011 på nya Wembley. Barcelona vann med 1-3.
Finalen i UEFA Champions League 2012/2013 mellan Borussia Dortmund och FC Bayern München spelades den 25 maj 2013 på nya Wembley. Resultatet blev 2-1 till Bayern München.
Engelska damlandslaget i fotboll tog em-guld på Wembley 31 juli 2022. Laget mötte Tyskland och vann med 2-1 efter förlängning. 

## Övrigt
Wembley har varit värd för många pop- och rockkonserter, bland annat, Muses konserter 2007, när de var det första bandet att sälja ut arenan, och återigen 2010. Arenan har även använts till andra arrangemang, till exempel speedway. Nya Wembley höll 2007 en av konserterna under antimiljöförstöringsgalan Live Earth.
Motorsportsfestivalen Race of Champions kördes på Wembley Stadium 2007 och 2008.
Observera att Wembley Stadium inte är detsamma som Wembley Arena, som ligger alldeles i närheten. Wembley Arena är en inomhusarena med drygt 12 000 platser, använd för konserter och vissa sportevenemang.
Wembley har över två miljoner besökare årligen.